# Cerophysella basalis
Cerophysella basalis es un insecto coleóptero de la familia Chrysomelidae.
Fue descrita científicamente en 1874 por Baly.